# 色部長実
色部 長実（いろべ ながざね）は、戦国時代から安土桃山時代にかけての武将。上杉氏の家臣。越後国岩船郡小泉庄加納（新潟県村上市平林）の平林城主。色部勝長の子で新発田重家の義弟にあたる。後に長真と改名する。

## 生涯
天文22年（1553年）、越後長尾氏（上杉氏）の重臣・色部勝長の子として生まれる。父の死後は兄・顕長が家督を継いだが、病弱だったため、天正4年（1576年）に兄が隠居し、代わって家督を譲られて色部氏の当主となり、上杉謙信に仕えた。
天正6年（1578年）の謙信没後に起こった御館の乱では上杉景勝を支持して、上杉景虎方と戦った。その後は景勝の家臣として仕え、天正9年（1581年）に勃発した新発田重家の乱では、本庄繁長と共に重家対策を任された。重家の妹が長実に嫁いでおり重家は義兄にあたる。天正16年（1588年）には景勝の上洛に随行し、同道した直江兼続・須田満親と共に豊臣秀吉から豊臣姓を下賜された。
天正18年（1590年）の仙北一揆においては、秀吉の命令を受けて出羽国平鹿郡大森城に在城し、大谷吉継と共にその鎮圧に功績を挙げた。天正20年（1592年）、秀吉の命令により朝鮮出兵が始まると、景勝に従って肥前国名護屋城に赴いたが、その途上に発病し、帰国を許された。帰国後、京の伏見で療養していたが、再起の見込みが無いと分かると、8月17日（9月22日）に大石綱元と木戸元斎宛に自分の死後の色部家を直江兼続に頼むこと、兼続の次女を子・龍松丸（光長）の妻に迎えたいこと、自分の娘を兼続の養子にしてもらいたいことを希望する遺言状を残し、9月10日（10月15日）に病死した。享年40。家督は嫡子・光長が相続した。
尚、長実は遺言状の中で直江兼続のことを｢旦那｣と呼んでいる。当時の兼続は30代前半であるが、既に上杉家中でも相当の権力者であり、長実が自身の後継者にあたる光長の後見役として兼続の存在を重要視していたことが遺言状から窺い知ることができる。

## 人物・逸話
- 豊臣秀吉は長実を「北国路、まれに見る武将」と評したと言われている。
- 小笠原貞慶の門弟で、軍法、作法、馬術の免許相伝の書を持ち、薬剤、目薬の製造法に至るまで、極めて広範囲の学芸を学んでいた。
- 新発田重家の乱の後、当時の色部氏の菩提寺であった長松寺に義兄の重家を埋葬して懇ろな供養を行い[2]、重家の実弟・新発田盛喜や重家の重臣であった池端（高橋）鴨之助、猿橋和泉守らを召し抱えている。[3]なお盛喜はこのときから母方の姓の新保を名乗るようになり、盛喜の子孫（新保氏）は米沢藩に仕えた。
- 仙北一揆の処理では、腹を切る覚悟で人質にとっていた武士達の妻子を解放し、そのことで土地民の信頼を得、帰国の際、かねて祈願をしていた保呂羽権現の御神体を預かり、平林に持ち帰って千眼寺保呂羽堂を建立した。
- 仙北一揆の処理で出羽に赴いた際、道に迷ったところを雉子に助けられたことがあった。それ以来色部家中では雉子は大事にされるようになり、菩提寺の千眼寺には奉納された雉子の絵が現存し、色部氏が米沢で知行とした窪田地区では雉子を食べてはいけないと伝わる家もある。